# Hotaru no Haka (2008)
Hotaru no Haka (火垂るの墓 pronúnciaⓘ) é um filme japonês dirigido por Tarō Hyūgaji de 2008. Junto com as versões de 1988 e 2005, é o terceiro filme baseado no conto semi-autobiográfica de Akiyuki Nosaka. Situado nas cidades de Cobe e Nishinomiya, no Japão, o filme narra a história angustiante de dois irmãos, Seita e a pequena Setsuko, e sua luta desesperada e mal sucedida pela sobrevivência nos meses do bombardeio em Cobe. Foi protagonizado por Reo Yoshitake, Rina Hatakeyama, Keiko Matsuzaka e Seiko Matsuda.

## Elenco
- Reo Yoshitake — Seita Yokokawa
- Rina Hatakeyama — Setsuko Yokokawa
- Keiko Matsuzaka — Widow
- Seiko Matsuda — Yukiko Yokokawa
- Hiromi Chino — Kimie Honjo
- Jun Etō — Masao Honjo